# 우영욱
우영욱(1981년 9월 10일 ~ )은 대한민국의 개그맨이다.

## 출연 작품
- 웃으면 복이와요 (MBC)